# Дзедзюле (Підляське воєводство)
Дзедзюле (пол. Dziedziule) — село в Польщі, у гміні Пунськ Сейненського повіту Підляського воєводства.
Населення — 50 осіб (2011).
У 1975-1998 роках село належало до Сувальського воєводства.

## Демографія
Демографічна структура станом на 31 березня 2011 року:
|          | Загалом | Допрацездатний вік | Працездатний вік | Постпрацездатний вік |
| -------- | ------- | ------------------ | ---------------- | -------------------- |
| Чоловіки | 24      | 9                  | 13               | 2                    |
| Жінки    | 26      | 7                  | 12               | 7                    |
| Разом    | 50      | 16                 | 25               | 9                    |